# Žanis Butkus
Žanis Butkus (Augstkalne, 29 luglio 1906 – Palmer, 15 maggio 1999) è stato un militare lettone, Hauptsturmführer delle Waffen-SS durante la seconda guerra mondiale.

## Biografia
Dopo aver lasciato la scuola lavorò nella fattoria di famiglia, fino a quando nel 1927 si arruolò nell'esercito lettone dove rimase fino al 1929. Nel 1932 si sposò ed iniziò ad essere famoso per la sua abilità nel tiro, la quale gli fece vincere numerose competizioni in Lettonia e nei Paesi Baltici. Quando nel 1940 l'Unione Sovietica occupò la Lettonia sua moglie e sua figlia furono deportate in Siberia e Butkus si unì ai partigiani per combattere l'Armata Rossa. Arrivato l'esercito tedesco si arruolò e nell'agosto del 1943 si distinse nella zona di Volchov. Successivamente comandò la 10. compagnia della 19. Waffen-Grenadier-Division der SS con la quale combatté fino alla fine della guerra. Condannato a morte in Unione Sovietica emigrò negli Stati Uniti dove morì all'età di 92 anni a Palmer.

## Onorificenze
- Croce di Cavaliere di prima e di seconda classe (21 settembre 1944).